# Attendorf (Waldhufen)
Attendorf (obersorbisch Oćicy) ist eine ehemals eigenständige Ortschaft im Landkreis Görlitz und gehört zur Gemeinde Waldhufen. Heute ist Attendorf Ortsteil von Nieder Seifersdorf. Mit Stand 2011 lebten 37 Personen in Attendorf, 35 davon in Familien. In acht vorhandenen Wohnhäusern gab es 13 Einzelwohnungen und auch 13 gemeldete Haushalte. Das Durchschnittsalter der Bewohner lag bei 36,5 Jahren.

## Lage
Attendorf liegt nordöstlich von Nieder Seifersdorf und östlich von Baarsdorf. Durch den Ort fließt der Goldbach, der in Nieder Seifersdorf in den Schwarzen Schöps mündet. Südlich von Attendorf verläuft die Bundesautobahn 4, deren nächstgelegene Abfahrt sich in Nieder Seifersdorf befindet. Südöstlich von Attendorf liegen die Königshainer Berge und der gleichnamige Autobahntunnel.

## Geschichte
Attendorfs Ortsname ist aus dem Personennamen Otto entstanden. Die erste Nennung des Ortes erfolgte als Ottindorf im Jahre 1239. In einer Urkunde vom 22. Februar 1238 schenkte der böhmische König Wenzel I. die Niederdörfer des Görlitzer Weichbilds und damit auch Attendorf dem Kloster St. Marienthal bei Ostritz. Ein Jahr später wurde diese Schenkung durch namentliche Nennung der einzelnen Orte bestätigt. 
Der Ortsname war mehrmals Änderungen unterzogen, so wurde Attendorf im Jahr 1245 Ottendorph genannt, 1280 Ottindorff, 1427 Clein Ottendorff, 1497 Ottendorf und Attendorff im Jahr 1555. Erst im Jahr 1597 hatte sich die heutige Schreibweise des Ortsnamens durchgesetzt. Der Ort war verwaltungsseitig schon frühzeitig mit Nieder Seifersdorf verbunden. 1558 lebten in Attendorf 5 besessene Mann. 1843 hatte der Ort 84 Einwohner. 
Nach der Kreisgebietsreform 1952 wurde Attendorf dem Kreis Niesky im Bezirk Dresden zugeordnet. Nach der deutschen Wiedervereinigung kam Attendorf zum wiedergegründeten Freistaat Sachsen. Die folgenden Gebietsreformen in Sachsen ordneten Attendorf 1994 dem Niederschlesischen Oberlausitzkreis und 2008 dem Landkreis Görlitz zu.